# Ellimmichthyiformes
Gli ellimmittiformi (Ellimmichthyformes) sono un gruppo di pesci ossei estinti, appartenenti ai clupeomorfi. Vissero tra il Cretaceo inferiore e l'Oligocene (circa 130 - 28 milioni di anni fa) e i loro resti fossili sono stati ritrovati in Nordamerica, Sudamerica, Europa, Asia e Africa.

## Descrizione
Gli ellimmittiformi erano pesci piuttosto simili a sardine e aringhe, con le quali erano effettivamente imparentati. Il corpo era però solitamente più alto e compresso, ed era caratterizzato dalla presenza di numerosi scudi ossei dorsali e ventrali dalla morfologia peculiare: gli scudi erano dotati di espansioni laterali a forma di ali, che li rendevano di forma quasi rettangolare. Gli ellimmittiformi erano solitamente di piccole dimensioni, e la maggior parte delle specie non superava i 10 centimetri di lunghezza; alcune forme, come Diplomystus, potevano raggiungere i 65 centimetri di lunghezza.
Alcuni ellimmittiformi possedevano una forma del corpo particolarmente alta e appiattita lateralmente, a causa della presenza di scudi ventrali eccezionalmente sviluppati in altezza, come nel caso di Rhombichthys e Tycheroichthys. Come gli altri clupeomorfi, anche gli ellimmittiformi possedevano il secondo ipurale fuso al primo centro urale in ogni stadio dello sviluppo, una fossa pre-epiotica e scudi dorsali dotati di carena. Le forme più arcaiche e meno derivate, come Armigatus, assomigliavano molto ai clupeomorfi basali e poco specializzati del Cretaceo come Ornategulum e Foreyclupea; forme via via più derivate come Ellimmichthys, Ellimma, Paraclupea, Thorectichthys, Tunisiaclupea, Scutatoclupea, Triplomystus e Codoichthys, svilupparono differenti morfologie corporee e delle zone ricoperte da scudi. Un ellimmittiforme basale, Sorbinichthys, sviluppò un profilo particolarmente elevato, pinne pettorali dotate di raggi allungatissimi e una pinna dorsale altissima.

## Classificazione
L'ordine Ellimmichthyiformes venne istituito da Lance Grande nel 1982, per accogliere i generi Ellimmichthys e Diplomystus. Successivamente sono stati assegnati a questo ordine numerosi altri generi di pesci clupeomorfi del Cretaceo, del Paleocene e dell'Eocene. I più antichi rappresentanti dell'ordine risalgono al Cretaceo inferiore (Hauteriviano) ma sono considerati in una posizione filogenetica già piuttosto derivata (Ezkutuberezi, Scutatuspinosus); è probabile quindi che i primi ellimmittiformi arcaici risalgano ad epoche precedenti. Il più recente ellimmittiforme noto è Guiclupea, dell'Oligocene della Cina.
La sistematica all'interno del gruppo non è molto chiara, e una forma solitamente considerata basale come Armigatus è stata identificata come un membro relativamente derivato in analisi più recenti (Boukhalfa et al., 2019). In ogni caso, sembra che i più arcaici fra gli ellimmittiformi fossero i Sorbinichthyidae (ovvero il già citato Sorbinichthys e il paleocenico Gasteroclupea), mentre i generi Diplomystus e Armigatus sono considerati via via più derivati, alla base del gruppo dei Paraclupeidae, comprendenti gli ellimmittiformi più specializzati. Uno degli ultimi paraclupeidi, Eoellimmichthys, proviene dall'Eocene di Monte Bolca, in Italia.

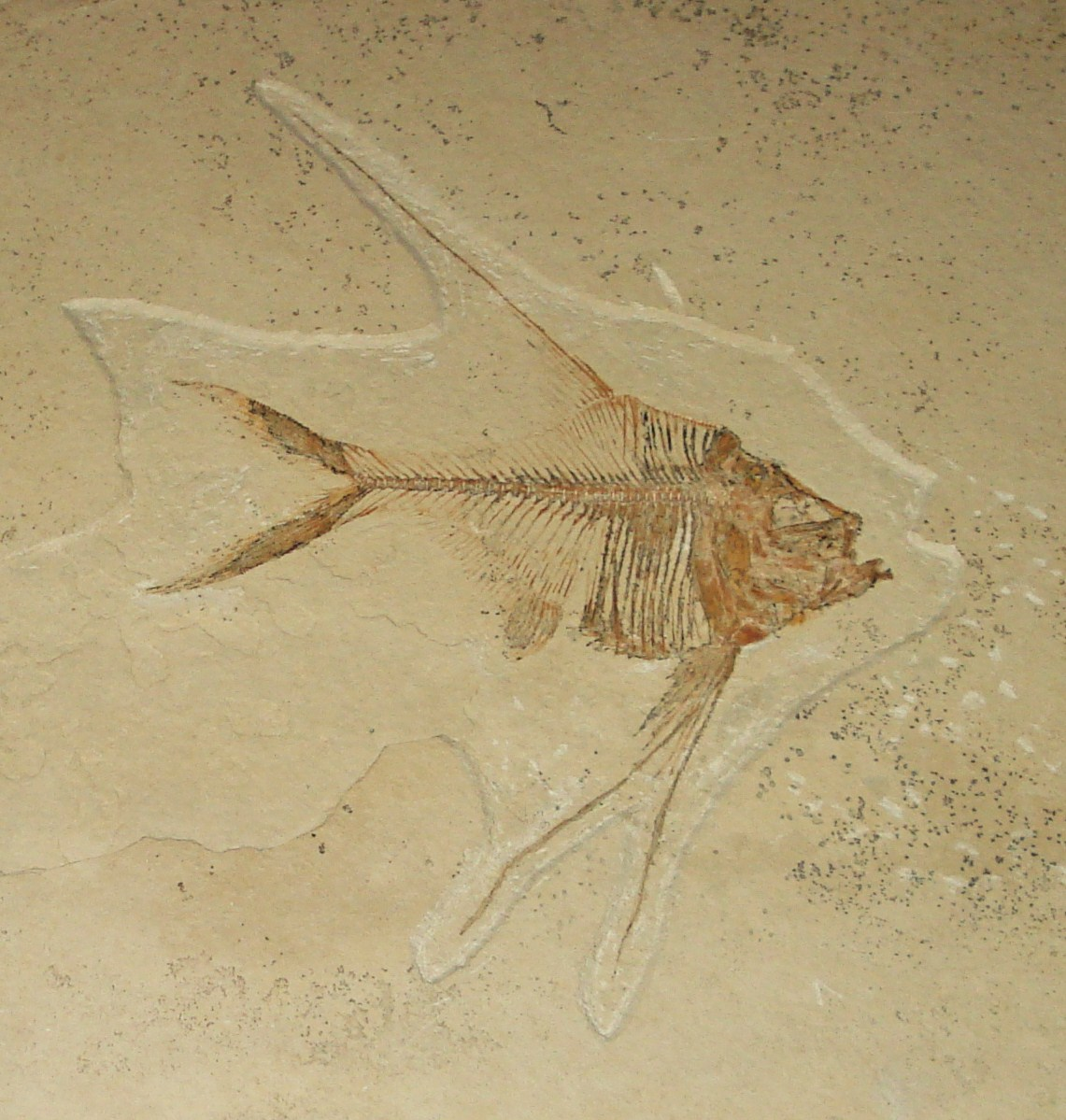
Fossile di Sorbinichthys elusivo

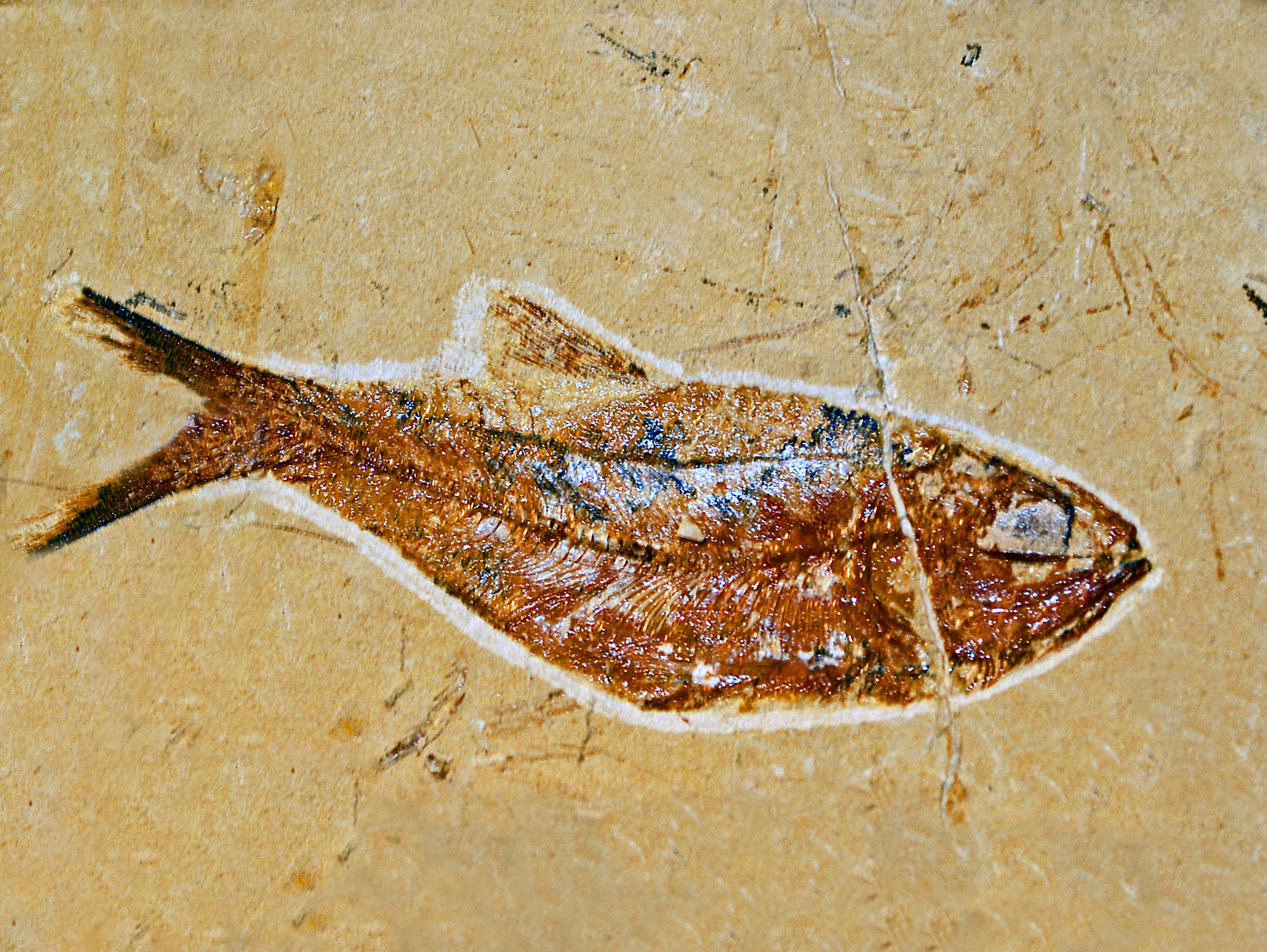
Fossile di Armigatus brevissimus

ELLIMMICHTHYFORMES
- Armigatus
- Diplomystus
- Gasteroclupea
- Guiclupea
- Horseshoeichthys
- Sorbinichthys
- Paraclupeidae
  - Caboellimma
  - Codoichthys
  - Ellimma
  - Ellimmichthys
  - Eoellimmichthys
  - Ezkutuberezi
  - Paraclupea
  - Rhombichthys 
  - Scutatoclupea
  - Scutatuspinosus 
  - Thorectichthys
  - Triplomystus
  - Tunisiaclupea 
  - Tycheroichthys

## Paleoecologia
Gli ellimmittiformi colonizzarono sia ambienti fluviali e lacustri sia ambienti marini; alcuni di questi animali erano piccoli predatori e dovevano nutrirsi di minuscoli invertebrati, mentre altri (come Diplomystus) dovevano essere dei predatori di altri pesci, come testimoniato da alcuni fossili in cui è presente una preda all'interno della zona del ventre. Gli scudi dorsali e ventrali dovevano essere un'efficace protezione contro predatori più grandi.